# 錫蓋特 (北卡羅萊納州)
錫蓋特（英語：Seagate）是位於美國北卡羅萊納州新漢諾威縣的非建制地區，於1998年完全併入威爾明頓。

## 歷史
錫蓋特的郵局於1910年設立，其後於1932年停運。

## 地理
錫蓋特所處的海拔為高於海平面7米（即23英呎），而該地所採用的時區為UTC-5，即北美东部时区（EST）。同時該地設有夏令時間，為UTC-5調快一小時，即UTC-4（EDT）。